# Ypthima nareda
Ypthima nareda är en fjärilsart som beskrevs av Vincenz Kollar 1844. Ypthima nareda ingår i släktet Ypthima och familjen praktfjärilar. Inga underarter finns listade i Catalogue of Life.